# Ondřej Veselý (herec)
Ondřej Veselý (* 24. března 1979 Ostrava) je český divadelní a filmový herec.

## Životopis
Narodil se v Ostravě, ale téměř celé dětství prožil v Českých Budějovicích. Vystudoval hudebně-dramatický obor na ostravské konzervatoři a v letech 1997-99 působil ve svém prvním angažmá ve Slezském divadle Opava.
Ondřej pochází z hudební rodiny. Jeho pradědeček Jiří Herold hrál s Josefem Sukem v Českém kvartetu na violu. Dědeček Jiří Herold a babička Věra Heroldová byli operní pěvci. Otec působil jako šéf opery Jihočeského divadla 12 let a matka pracovala jako hudební metodička. Má dvojče Janu, staršího bratra Jiřího a z otcova druhého manželství bratra Miloslava.
V roce 1999 se stal členem činohry Jihočeského divadla a zároveň stálým hostem operního souboru Jihočeského divadla. Ztvárnil zde více než 60 rolí v průběhu téměř 20 let. V roce 2011 byl v širší nominaci na Cenu Thálie za roli Pavla Maliny v Petrolejových lampách.
Ke zviditelnění mu výrazně pomohl seriál Vyprávěj
V letech 2011-2014 působil jako host v Divadle Na zábradlí, kde hrál v inscenacích Asanace, Kolonie nebo Česká Válka.
Od roku 2013 je stálým členem souboru Divadla pod Palmovkou.
Ve filmu se poprvé objevil jako dítě v roce 1987 ve snímku Moře začíná za vsí. Nejvíce ho proslavila role Jardy France v úspěšném retro seriálu Vyprávěj. Účinkoval dále v seriálech Svatby v Benátkách, Krejzovi, Doktor Martin nebo Policie Modrava.
V roce 2014 si zahrál v Mádlově filmu Pojedeme k moři.

## Filmografie

### Filmy
- 1987 Moře začíná za vsí
- 2014 Pojedeme k moři
- 2018 Teambuilding
- 2021 Láska na špičkách

### Seriály
- 2009 3 plus 1 s Miroslavem Donutilem
- 2009 Proč bychom se netopili
- 2009 Vyprávěj
- 2014 Svatby v Benátkách (Filip Krejza)
- 2015 Policie Modrava
- 2016 V.I.P. vraždy
- 2016 Doktor Martin
- 2017 Četníci z Luhačovic
- 2017 Kapitán Exner
- 2018 Krejzovi
- 2018 Profesor T.
- 2019 Specialisté
- 2019 Princip slasti
- 2021 Anatomie života
- 2021 Krčín

## Ocenění
- 2011 – nominace na Cenu Thálie za roli Pavla v Petrolejových lampách[2]